# Соборная улица (Николаев)
Собо́рная у́лица (укр. Соборна вулиця) — центральная улица города Николаева. Часть улицы от Соборной площади до Центрального проспекта является пешеходной.

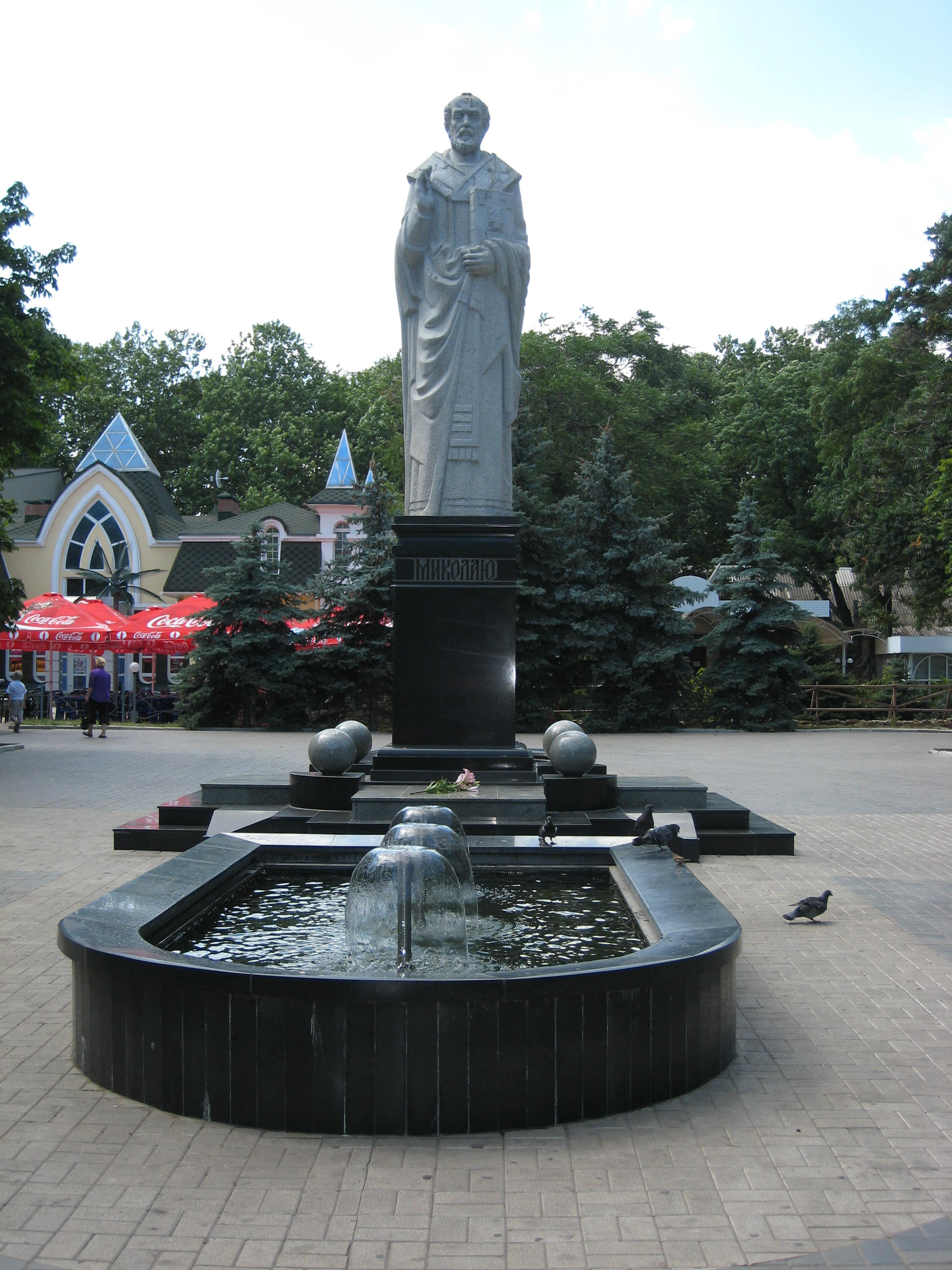
Памятник Святому Николаю (2005, скульп. И. Булавицкий, арх. А. Павлов и А. Бондарь)

## История
В 1822 году полицмейстер Павел Фёдоров предложил для этой поперечной улицы в Городовой части старого Николаева название Елисаветградская, поскольку она через Ингульский спуск вела к Ингульском мосту, а от моста начиналась Елисаветградская дорога. Однако проект Фёдорова не был утверждён военным губернатором Николаева Алексеем Грейгом.
В 1835 году полицмейстер Григорий Автономов предложил название Соборная — в связи с тем, что начало улицы находилось рядом с Адмиралтейским собором Святого Григория Великой Армении.
Во второй половине XIX века улицу продлили на юг до Каботажного спуска, мимо Вавиловой дачи. Но подлинная слава главной улицы Николаева пришла на Соборную, когда город возглавил фон Глазенап. Николаев был открыт для иностранцев. Так что стоило подумать, а как теперь будет выглядеть главная улица города. Поэтому на Соборной решили навести порядок. Начиная с 1865 года на улице скупили все пустоши и старые дома. Последние снесли. На их месте начали строить двух- и трехэтажные дома. Они принадлежали богатым горожанам, как имели в Николаеве несколько подобных сооружений.
С конца XIX века Соборная стала главной улицей города, его торговым центром. После убийства Александра II некоторое время называлась Александровской улицей (в память царя на ней также была установлена часовня, которая не сохранилась).
В 1920-м году улица была переименована в Советскую — в честь Советов рабочих, солдатских и крестьянских депутатов. В 1930-х годах был разрушен находившийся на ней Адмиралтейский собор.
В 2016 году, распоряжением городского головы № 28 от 19 февраля 2016 года «О переименовании объектов топонимики», улице было возвращено историческое название — Соборная.

## Памятники и здания

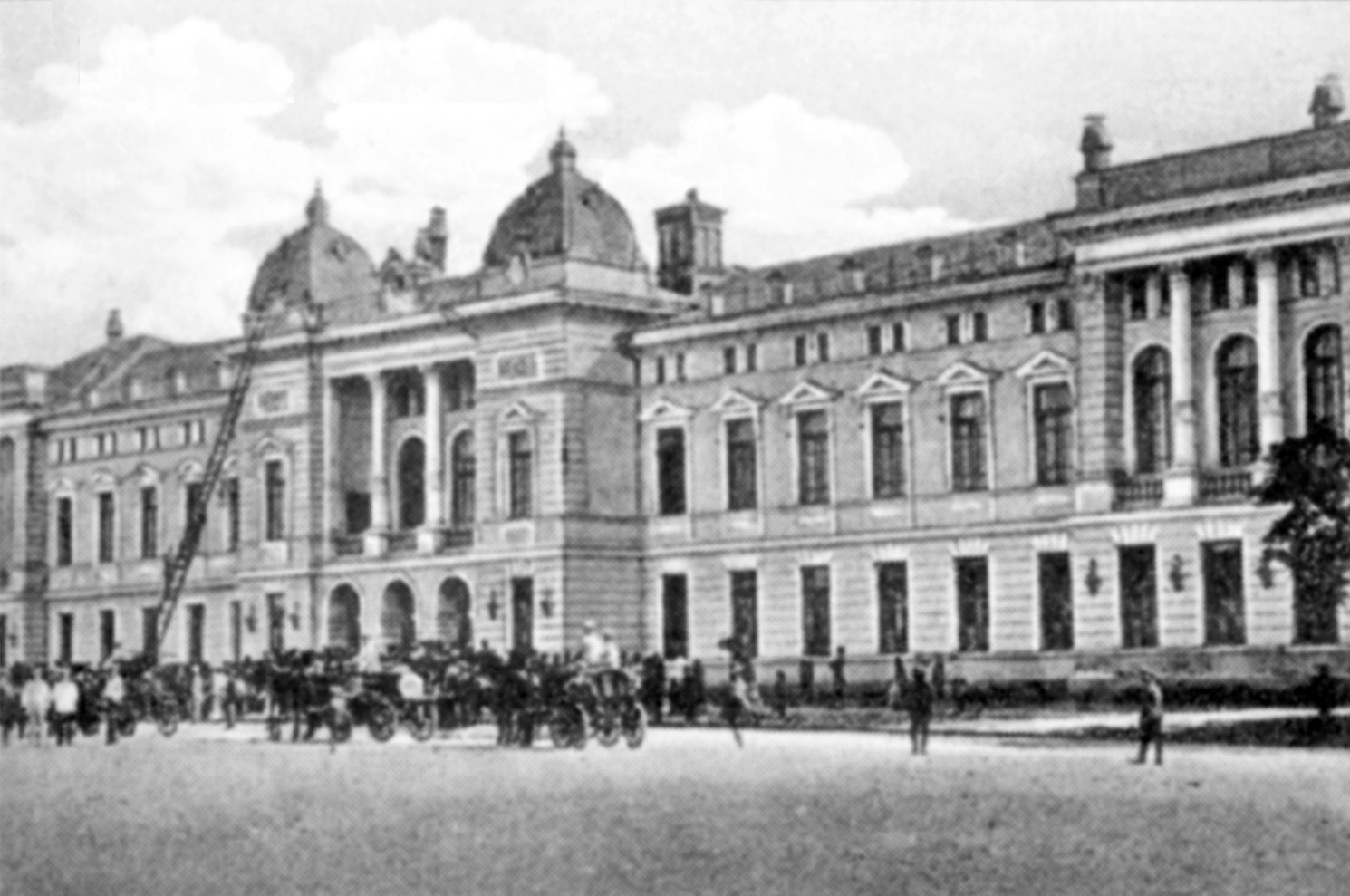
Здание городской думы на Соборной в 1900 году

- Между Соборной и Московской улицами около Центрального проспекта установлен памятник корабелам и флотоводцам Николаева.
- В Каштановом сквере на Соборной установлен памятник Святому Николаю — святому покровителю города.
- На пересечении Соборной и улицы Шевченко расположен универмаг «Детский мир» — бывший Центральный универсальный магазин Николаева.
- На углу Соборной и Адмиральской улиц на месте здания городской думы был расположен Дом связи, разрушенный во время Второй мировой войны.
- Адмиралтейский собор — разрушен в 1930-х годах.
- Здание отеля «Континенталь» (с 1932 по 2002 годы отель «Центральный») – памятник архитектуры местного значения, построенный в XIX столетии, которое принадлежало Леониду Васильевичу Инглези.